# Dasyhelea parallela
Dasyhelea parallela är en tvåvingeart som beskrevs av Remm 1962. Dasyhelea parallela ingår i släktet Dasyhelea och familjen svidknott. Inga underarter finns listade i Catalogue of Life.